# Dub Side of the Moon
Dub Side of the Moon es un disco de dub reggae de la banda estadounidense Easy Star All-Stars. Es un homenaje al disco Dark Side of the Moon de la banda británica de rock progresivo Pink Floyd. El disco salió a la venta en 2003. Después de su lanzamiento iniciaron con una gira corta en agosto de 2005.
Este disco contiene versiones reggae de los temas "Speak to Me", "Breathe", "On the Run", "Time", "The Great Gig in the Sky", "Money", "Us and Them", "Any Colour You Like", "Brain Damage" y "Eclipse", que componían el disco original. Además tiene temas de bonus track, incluyendo ""Any Dub you like"; "Time Version", Great dub in the sky" y "Step it 'pon the rastaman scene".